# المصانع (السبرة)

تعديل مصدري - تعديل

المصانع هي إحدى قرى عزلة زبيد بمديرية السبرة التابعة لمحافظة إب، بلغ تعداد سكانها 20 نسمة حسب تعداد اليمن لعام 2004.